# Razzie Awards 1993
La 14ª edizione dei Razzie Awards si è svolta il 20 marzo 1994 all'Hollywood Roosevelt Hotel di Hollywood, per premiare i peggiori film dell'anno 1993. Le candidature erano state annunciate alcuni mesi prima, il giorno prima delle candidature ai Premi Oscar 1994. Proposta indecente è stato il maggior vincitore del 1993, con tre premi, incluso il peggior film.
Il film più premiato dell'anno è stato Proposta indecente, mentre quelli con più candidature sono stati Proposta indecente e Sliver, candidati a sette premi, seguiti da Body of Evidence - Corpo del reato e Last Action Hero - L'ultimo grande eroe con sei, Cliffhanger - L'ultima sfida con quattro, e Un piedipiatti e mezzo e Poetic Justice con due candidature ciascuno.

## Vincitori e candidati
Verranno di seguito indicati in grassetto i vincitori.
Ove ricorrente e disponibile, viene indicato il titolo in lingua italiana e quello in lingua originale tra parentesi.

### Peggior film
- Proposta indecente (Indecent Proposal), regia di Adrian Lyne
- Body of Evidence - Corpo del reato (Body of Evidence), regia di Uli Edel
- Cliffhanger - L'ultima sfida (Cliffhanger), regia di Renny Harlin
- Last Action Hero - L'ultimo grande eroe (Last Action Hero), regia di John McTiernan
- Sliver, regia di Phillip Noyce

### Peggior attore protagonista
- Burt Reynolds - Un piedipiatti e mezzo (Cop and a Half)
- William Baldwin - Sliver
- Willem Dafoe - Body of Evidence - Corpo del reato (Body of Evidence)
- Robert Redford - Proposta indecente (Indecent Proposal)
- Arnold Schwarzenegger - Last Action Hero - L'ultimo grande eroe (Last Action Hero)

### Peggior attrice protagonista
- Madonna - Body of Evidence - Corpo del reato (Body of Evidence)
- Melanie Griffith - Nata ieri (Born Yesterday)
- Janet Jackson - Poetic Justice
- Demi Moore - Proposta indecente (Indecent Proposal)
- Sharon Stone - Sliver

### Peggior attore non protagonista
- Woody Harrelson - Proposta indecente (Indecent Proposal)
- Tom Berenger - Sliver
- John Lithgow - Cliffhanger - L'ultima sfida (Cliffhanger)
- Chris O'Donnell - I tre moschettieri (The Three Musketeers)
- Keanu Reeves - Molto rumore per nulla (Much Ado About Nothing)

### Peggior attrice non protagonista
- Faye Dunaway - Maledetta ambizione (The Temp)
- Anne Archer - Body of Evidence - Corpo del reato (Body of Evidence)
- Sandra Bullock - Demolition Man
- Colleen Camp - Sliver
- Janine Turner - Cliffhanger - L'ultima sfida (Cliffhanger)

### Peggior regista
- Jennifer Chambers Lynch - Boxing Helena
- Uli Edel - Body of Evidence - Corpo del reato (Body of Evidence)
- Adrian Lyne - Proposta indecente (Indecent Proposal)
- John McTiernan - Last Action Hero - L'ultimo grande eroe (Last Action Hero)
- Phillip Noyce - Sliver

### Peggior sceneggiatura
- Proposta indecente (Indecent Proposal) - sceneggiatura di Amy Holden Jones, basata sul romanzo di Jack Engelhard
- Body of Evidence - Corpo del reato (Body of Evidence) - scritto da Brad Mirman, non basata sul romanzo di Patricia Cornwell
- Cliffhanger - L'ultima sfida (Cliffhanger) - sceneggiatura di Michael France e Sylvester Stallone, storia di France, basato su una premessa di John Long
- Last Action Hero - L'ultimo grande eroe (Last Action Hero) - sceneggiatura di Shane Black, David Arnott, storia di Zak Penn e Adam Leff
- Sliver - sceneggiatura di Joe Eszterhas, basata sul romanzo di Ira Levin

### Peggior esordiente
- Janet Jackson - Poetic Justice
- Roberto Benigni - Il figlio della Pantera Rosa (Son of the Pink Panther)
- Mason Gamble - Dennis la minaccia (Dennis the Menace)
- Norman D. Golden II - Un piedipiatti e mezzo (Cop and a Half)
- Austin O'Brien - Last Action Hero - L'ultimo grande eroe (Last Action Hero)

### Peggior canzone originale
- Addams Family (Whoomp!) da La famiglia Addams 2 (Addams Family Values), testo e musica di Ralph Sall, Stephen Gibson e Cecil Glenn
- Big Gun da Last Action Hero - L'ultimo grande eroe (Last Action Hero), musica e testo di Angus e Malcolm Young
- (You Love Me) In All The Right Places da Proposta indecente (Indecent Proposal), musica di John Barry, testo di Lisa Stansfield, Ian Devaney e Andy Morris

## Statistiche vittorie/candidature
Premi vinti/candidature:
- 3/7 - Proposta indecente (Indecent Proposal)
- 1/6 - Body of Evidence - Corpo del reato (Body of Evidence)
- 1/2 - Un piedipiatti e mezzo (Cop and a Half)
- 1/2 - Poetic Justice
- 1/1 - Maledetta ambizione (The Temp)
- 1/1 - Boxing Helena
- 1/1 - La famiglia Addams 2 (Addams Family Values)
- 0/7 - Sliver
- 0/6 - Last Action Hero - L'ultimo grande eroe (Last Action Hero)
- 0/4 - Cliffhanger - L'ultima sfida (Cliffhanger)
- 0/1 - Nata ieri (Born Yesterday)
- 0/1 - I tre moschettieri (The Three Musketeers)
- 0/1 - Molto rumore per nulla (Much Ado About Nothing)
- 0/1 - Demolition Man
- 0/1 - Il figlio della Pantera Rosa (Son of the Pink Panther )
- 0/1 - Dennis la minaccia (Dennis the Menace)